# Линия Рэдклиффа

Раздел Британской Индии

Линия Рэдклиффа — линия раздела территорий Индии и Пакистана, предложенная британской правительственной комиссией во главе с сэром Сирилом Рэдклиффом в 1947 году во время раздела Британской Индии.

## Предыстория
В связи с тем, что Арчибальд Уэйвелл не мог справиться с ситуацией в Британской Индии, в феврале 1947 года его сменил на посту вице-короля Индии Луис Маунтбеттен, которого уполномочили вершить дела не советуясь с Лондоном. В июне 1947 года Маунтбеттен объявил, что независимость Индии и Пакистана будет провозглашена через два месяца. Для определения того, какие территории войдут в состав какого государства, были созданы две специальные комиссии (одна для Пенджаба и одна для Бенгалии) во главе с Сирилом Рэдклиффом.

## Раздел
Рэдклифф был юристом, никогда раньше не бывал в Индии, и не знал никого оттуда — что, однако, рассматривалось всеми как преимущество: его невозможно было обвинить в предвзятости по отношению к какой-либо из сторон. В каждой из комиссии, помимо самого Рэдклиффа, было ещё четыре человека: двое представляли Индийский национальный конгресс, двое других — Мусульманскую лигу.
Рэдклифф прибыл в Индию 8 июля. После встречи с Маунтбэттеном он отправился сначала в Лахор, а затем в Калькутту, чтобы встретиться с членами комиссий. Он быстро обнаружил, что Конгресс и Лига настолько ненавидят друг друга, что их представители не способны договориться ни по какому вопросу, и что все решения ему предстоит принимать фактически единолично. Инструкции требовали от него провести границу так, чтобы она разделяла территории с мусульманским и немусульманским населением, при этом «учитывая прочие факторы». 
Что такое «прочие факторы» не разъяснялось, однако было очевидно, что нужно учитывать естественные границы, дороги, источники воды и ирригационную систему, а также социально-политические факторы. В итоге Рэдклифф пришёл к выводу, что в условиях недостатка времени (все стороны настаивали, чтобы работа была завершена за 5 недель, до 15 августа 1947 года) и отсутствия экспертов любое решение приведёт к тому, что кто-то пострадает, и сосредоточился на выполнении данных ему инструкций. 
В результате, когда, к примеру, встала проблема земель, населённых сикхами, которые требовали создания независимого «Сикхистана» или же хотя бы того, чтобы линия границы учитывала храмы и места, священные для них, то демаркационная комиссия проигнорировала эти пожелания, и провела линию на основании чисто демографических данных (в результате священный для сикхов Лахор отошёл к Пакистану, так как большинство живущих в нём составляли мусульмане).
Во избежание промедления, которое возникло бы в результате споров о границе, итоги работы комиссий было решено держать в секрете. Хотя линия границы была готова за два дня до провозглашения независимости Индии и Пакистана 15 августа, оглашена она была лишь 17 августа. В результате 15 августа в ряде мест были подняты флаги не того государства.
Рэдклифф покинул Индию 15 августа, так как работа была закончена, а сам он плохо переносил индийский климат. Перед отбытием он уничтожил все свои бумаги, в результате чего теперь невозможно узнать причины многих странных решений, касающихся проведения линии границы.

## Последствия
Несмотря на то, что основным критерием для раздела земель Британской Индии был религиозный, в ряде мест этот принцип оказался нарушенным. Однако как Индия, так и Пакистан побоялись нарушить навязанное им соглашение о границе (например, путём поддержки мятежей в сопредельных районах), так как это могло бы вызвать вмешательство со стороны Великобритании или ООН (однако это не помешало им тут же ввязаться в спор из-за Кашмира, так как Кашмир был княжеством, а не управляемой британцами провинцией, и потому должен был сам решать, к какому государству присоединиться).

### Читтагонгский горный район
97 % населения Читтагонгского горного района составляли племена, исповедовавшие буддизм. Когда 17 августа выяснилось, что район отошёл Пакистану, Неру и Патлал были шокированы. Единственным разумным обоснованием этому решению является то, что попасть туда можно только из порта Читтагонг, отходившего Пакистану; по суше из Индии добраться до горного района было невозможно.

### Округ Гурдаспур
Пенджабский округ Гурдаспур отошёл Индии, хотя более 50 % его населения составляют мусульмане (принадлежащие к секте Ахмадие). О причинах этого ходят разные догадки: предполагается, что были какие-то предварительные договорённости Маунтбеттена с князьями Кашмира или Биканера, либо это было как-то связано с попытками решить сикхскую проблему.

### Округ Малда
В бенгальском округе Малда более половины населения составляли мусульмане, однако округ был разделён, и большая его часть (с городом Малда) отошла Индии. Город оставался под властью администрации Восточного Пакистана несколько дней после провозглашения независимости, пока не были опубликованы карты с линией границы.

### Бенгальские округаКхулнаиМуршидабад
В округе Кхулна 52 % населения исповедовали индуизм, но он отошёл Пакистану. 70 % населения Муршидабада составляли мусульмане, но он отошёл Индии.

### Каримгандж
Округ Силхет в соответствии с итогами референдума (положенного по Акту о независимости Индии) отошёл Пакистану, однако его подокруг Каримгандж, где большинство населения составляют мусульмане, был отделён от Силхета и передан Индии.